# Afroligusticum linderi
Afroligusticum linderi là một loài thực vật có hoa trong họ Hoa tán. Loài này được (C.Norman) P.J.D.Winter mô tả khoa học đầu tiên năm 2008.